# Benjamin Wadsworth
Benjamin Hassan Wadsworth (Houston, Texas; 8 de noviembre de 1999) es un actor estadounidense. Es conocido por interpretar a Marcus López Arguello en la serie Deadly Class (2019). 

## Biografía
Wadsworth nació en Houston, Texas y tiene una hermana y un hermano. Durante su adolescencia estudió en su hogar.
En octubre de 2016, fue elegido para interpretar a Henry en la serie Let the Right One In basada en la novela homónima de  John Ajvide Lindqvist. Sin embargo, TNT no aprobó el piloto. Meses después, Wadsworth hizo una aparición especial en el episodio final de la serie de MTV Teen Wolf titulado «The Wolves of War» interpretando a Alec. En noviembre de 2017, Wadsworth fue elegido para interpretar el papel principal de Marcus en la serie Deadly Class creada por los Hermanos Russo, y se basa en la novela gráfica del mismo nombre escrita por Rick Remember quien se desempeñará como productor ejecutivo en la adaptación televisiva. Meses después, Syfy anunció que la serie fue aceptada, y se estrenó el 16 de enero de 2019. Originalmente audicionó para el papel de Billy pero cuando los productores descubrieron que era hispano le ofrecieron el papel de Marcus.

## Vida personal
El 10 de mayo de 2019 se comprometió con la actriz Stella Maeve y en agosto de ese año anunció que sería padre. Su hija Jo Jezebel nació en enero de 2020.

## Filmografía
| Cine       | Cine                                      | Cine                  | Cine                           |
| Año        | Título                                    | Rol                   | Notas                          |
| ---------- | ----------------------------------------- | --------------------- | ------------------------------ |
| 2013       | RSW                                       | Matt                  | Cortometraje                   |
| 2014       | Pick Your Poison                          | Sam                   | Cortometraje                   |
| 2015       | Preydators                                | Joel Jr.              |                                |
| 2015       | Psyn: Pseudo Substances Yielding Necrosis | Cecil / Sam Smith     |                                |
| 2015       | Blank Check                               | Theo                  | Cortometraje                   |
| 2015       | Roller Cokesters                          | Detective             |                                |
| 2015       | That Day                                  | Ben                   | Cortometraje                   |
| 2016       | The Acting Couch                          | Connor                | Cortometraje                   |
| 2016       | Putting the Dog to Sleep                  | Estudiante            | Cortometraje                   |
| 2016       | Richard Cory                              | Vecino adolescente    | Cortometraje                   |
| 2017       | The Messengers the Film                   | Isaiah                | Cortometraje                   |
| 2017       | Hunter                                    | Hunter                | Cortometraje                   |
| 2017       | Pubic Enemy/Number Two                    | Cal                   | Cortometraje                   |
| 2017       | Joy Comes in the Morning                  | Jake                  |                                |
| 2018       | The Sleeping Dog                          |                       | Cortometraje                   |
| Televisión |                                           |                       |                                |
| Año        | Título                                    | Rol                   | Notas                          |
| 2013       | More Than Human                           | Alex                  | Episodio: «Destiny Manifested» |
| 2016       | Girl Meets World                          | Jordan                | Episodio: «Girl Meets Upstate» |
| 2017       | Teen Wolf                                 | Alec                  | Episodio: «The Wolves of War»  |
| 2019       | Deadly Class                              | Marcus López Arguello | Elenco principal               |